# متويي (تشغاخور)
متویی (بالفارسية: متویی) هي قرية تقع في إيران في قسم تشغاخور الريفي. يقدر عدد سكانها بـ 159 نسمة بحسب إحصاء 2016.